# Melanolophia imperfectaria
Melanolophia imperfectaria är en fjärilsart som beskrevs av Walker 1860. Melanolophia imperfectaria ingår i släktet Melanolophia och familjen mätare. Inga underarter finns listade i Catalogue of Life.